# Балей (Болгарія)
Бале́й (болг. Балей) — село у Видинській області Болгарії. Входить до складу общини Брегово.

## Населення
За даними перепису населення 2011 року у селі проживали 393 особи.
Національний склад населення села:
| Національність   | Кількість осіб | Відсоток |
| ---------------- | -------------- | -------- |
| болгари          | 368            | 95,1%    |
| турки            | 0              | 0%       |
| інша             | 9              | 2,3%     |
| Всього відповіли | 387            |          |

Розподіл населення за віком у 2011 році:
Динаміка населення: